# Жозеф де Жюссьє
Жозеф де Жюссьє (фр. Joseph de Jussieu, 3 вересня 1704, Ліон, Франція, — 11 квітня 1779, Париж, Франція) – французький ботанік.
Брат Крістофа, Антуана та Бернара де Жюссьє.
Як і все в його родині, вивчав медицину, а також природознавство.
Під керівництвом Шарля Марі де ла Кондаміна провів експедицію з метою вимірювання по екватору дуги меридіана по великих територіях тропічної Америки, де залишався протягом 36 років.
Після повернення на батьківщину (1771) привіз величезну колекцію рослин, серед яких були і вперше побачені у Європі (наприклад, Геліотроп перуанський (Heliotropium peruvianum) L. та Хінне дерево лікарське (Cinchona officinalis) L.). На даний час ця колекція зберігається у Національному музеї природознавства у Парижі.
У 1758 був обраний у Французьку академію наук.